# Erminio Dones
Erminio Dones (ur. 12 grudnia 1882 w Mediolanie, zm. 6 maja 1945 w Zibido San Giacomo) – włoski wioślarz, srebrny mistrz olimpijski.
Wystąpił na igrzyskach olimpijskich w Antwerpii w 1920, gdzie razem z Pietro Annonim, zdobył srebrny medal w dwójkach podwójnych. W finale Włosi przegrali o 10 sekund z Amerykańską dwójką w składzie: John Kelly i Paul Costello. Był to jego jedyny start olimpijski. W trakcie kariery reprezentował barwy klubu Canottieri Milano.
Ponadto wywalczył pięć medali w dwójkach podwójnych na mistrzostwach Europy: złote na ME w Strasburgu (1907) i ME w Genewie (1912), srebrne na ME w Lucernie (1908) i ME w Barcelonie (1922) oraz brązowy na ME w Como (1923). Zdobył również brązowy medal w jedynkach na ME w Strasburgu (1907) oraz w ósemkach na ME w Gandawie (1905).